# Jim Tyrer
James Efflo Tyrer, mais conhecido como Jim Tyrer (25 de fevereiro de 1939 - 15 de setembro de 1980), foi um jogador profissional de futebol americano estadunidense.

## Carreira
Jim Tyrer foi campeão da Super Bowl IV jogando pelo Kansas City Chiefs.